# Via Mazzini (Ferrara)
Via Mazzini è parte di quella che un tempo fu via dei Sabbioni ed è una delle principali vie del centro di Ferrara.

## Storia
Via Mazzini, come via Garibaldi e via Saraceno, è parte della vecchia via dei sabbioni. Quell'antica strada, nel periodo della sua massima estensione con tale nome, partiva nella zona a sud est, dove esisteva il Castello dei Curtensi ed era presente la Beccheria Nuova (una macelleria, anteriore come nascita a quella definita Grande che fu costruita vicina alla zona del Castello Estense), per arrivare sino a Castel Tedaldo, all'altro estremo occidentale della città.
La via nel XII secolo collegava il Castrum con la piazza Trento Trieste, centro della vita cittadina.  Apparteneva al ghetto di Ferrara e la parallela via Contrari ne era il limite a nord, dove gli ebrei non era ammessi quando le porte del ghetto si chiudevano. 
La via è commercialmente una delle più importanti della città. Vi si trova la sinagoga, chiusa per lavori dopo il sisma del 2012.

### Piccole deviazioni da via Mazzini
Da via Mazzini partono in direzione sud due vie storiche che costituivano il centro tardo medioevale della città: via Vignatagliata (dove si trova l'edificio della ex scuola ebraica) e via della Vittoria.

## Via Mazzini e il ghetto
A lungo la via è stata chiamata il Ghetto perché vi furono rinchiusi gli ebrei che erano stati accettati a Ferrara sin dal 1275 da Obizzo II d'Este e ancora, dal 1492, i sefarditi cacciati dalla Spagna ed accolti da Ercole I d'Este. Pochi decenni dopo il ritorno di Ferrara sotto il potere papale, con la devoluzione, il legato pontificio ordinò che i 1530 ebrei che vivevano nelle vie dei Sabbioni, di Gattamarcia (via Vittoria) e di via Vignatagliata fossero rinchiusi da cinque portoni ai capi di queste strade dalla sera al mattino.

## Curiosità e vicende storiche
Il nome di via dei Sabbioni sembra derivare dalla sabbia usata per rendere la strada più facilmente percorribile durante i periodi di pioggia. Un'altra possibilità è che questo nome prenda origine dall'abitudine di coprirla di sabbia in occasione dei giochi pubblici che periodicamente vi si svolgevano.
Il 23 luglio 1388 il marchese Alberto V d'Este, dopo aver scoperto una congiura contro di lui ed individuati tra i responsabili anche il nipote Obizzo, ordinò che il nipote e la madre, Beatrice da Camino, venissero decapitati. Inoltre, ad un trivio della via dei Sabbioni, fece impiccare Giovanni da Brescia, bruciare la moglie Costanza Quintavalli e torturare Pietro Quintavalli ed altre persone coinvolte nella trama.